# Johann Anton Weinmann
Johann Anton Weinmann (russ. Иван Андреевич Вейнман, Iwan Andrejewitsch Weinman; * 23. Dezember 1782 in Würzburg; † 5. August 1858 in Pawlowsk (Sankt Petersburg)) war ein deutsch-russischer Gärtner und Botaniker. Sein offizielles botanisches Autorenkürzel lautet „Weinm.“  

## Leben
Ab 1803 war er Chefgärtner des neu gegründeten botanischen Gartens in Dorpat (heute Tartu), ab 1823 Inspektor des Gartens der Zarin Maria Fjodorowna in Pawlowsk bei Sankt Petersburg.

## Ehrungen
1832 wurde er korrespondierendes Mitglied der Russischen Akademie der Wissenschaften in Sankt Petersburg. Nach ihm benannt sind die Pilzgattungen Weinmannodora Fr. und Weinmannioscyphus Svrček.

## Schriften (Auswahl)
- Der botanische Garten der Kaiserlichen Universität zu Dorpat im Jahre 1810. 1810.
- Elenchus plantarum horti Imperialis Pawlowsciensis et agri Petropolitani. St. Petersburg 1824.
- Hymeno- et Gasteromycetes hujusque in imperio Rossico observatas recensuit … St. Petersburg 1836 (online)
- Enumeratio stirpium in agro Petropolitano sponte crescentium. (St. Petersburg 1837).[4]